# 모이 전투
모이 전투는 1757년 9월 7일 7년 전쟁중에 벌어진 전투로 13,000명의 프로이센군이 두배나 되는 오스트리아군과 교전한 전투이다. 프로이센의 전군은 오스트리아군에 포위당해 결국 패했다. 전투는 현재 폴란드의 즈고젤레츠(Zgorzelec)인 북부 루사티아 괴를리츠(Görlitz) 근처에서 벌어졌다.